# Csanádpalota
Csanádpalota este un oraș în districtul Makó, județul Csongrád, Ungaria, având o populație de 3.049 de locuitori (2011).

## Demografie
Componența etnică a orașului Csanádpalota
     Maghiari (94,73%)
     Romi (2,67%)
     Români (1,45%)
     Necunoscut (0,19%)
     Alții (0,97%)
Componența confesională a orașului Csanádpalota
     Romano-catolici (52,05%)
     Fără religie (15,19%)
     Reformați (3,61%)
     Necunoscută (27,25%)
     Alte religii (3,15%)
Conform recensământului din 2011, orașul Csanádpalota avea 3.049 de locuitori. Din punct de vedere etnic, majoritatea locuitorilor (94,73%) erau maghiari, existând și minorități de romi (2,67%) și români (1,45%). Apartenența etnică nu este cunoscută în cazul a 0,19% din locuitori.  Din punct de vedere confesional, majoritatea locuitorilor (52,05%) erau romano-catolici, existând și minorități de persoane fără religie (15,19%) și reformați (3,61%). Pentru 27,25% din locuitori nu este cunoscută apartenența confesională.